# José Leitão
José Maximiano de Albuquerque Almeida Leitão (Viseu, 27 de abril de 1950) é um advogado, político e docente universitário português. Defensor dos direitos humanos e do diálogo transversal e aberto intercultural e inter-religioso, valores democráticos de tolerância, dignidade e respeito da pessoa, que soube transmitir, mormente às filhas e às gerações dos que militaram na Juventude Socialista, de que foi fundador e Secretário-coordenador, exerceu os cargos de Alto Comissário para a Imigração e Minorias Étnicas, presidente do conselho de administração da Fundação Aristides de Sousa Mendes e membro do Conselho municipal de imigrantes e minorias étnicas da Câmara Municipal de Lisboa, é docente do mestrado «Migrações, Inter-Etnicidades e Transnacionalismo» da Universidade Nova de Lisboa, com vasta obra publicada neste domínio. Participou ativamente na «Greve estudantil» de 1969 contra o «Estado Novo», tendo sido preso. Fundador, ainda na clandestinidade (1973), do Partido Socialista, foi, durante vinte anos, deputado à Assembleia da República e também deputado, líder do grupo PS e presidente da Assembleia Municipal de Lisboa. Dirigente da “JUC” (Juventude Universitária Católica), foi fundador e presidente da direção do Centro de Reflexão Cristã, de que é membro do Conselho consultivo.

## Biografia

### Formação
Iniciou a sua licenciatura em Direito na Faculdade de Direito da Universidade de Coimbra que veio a concluir, em 1973, na Faculdade de Direito da Universidade de Lisboa.

### Atividade docente universitária
- Monitor de História das instituições na Faculdade de Direito da Universidade de Lisboa[1][3];
- Docente dos cursos de pós-graduação e mestrado de «Migrações, Inter-Etnicidades e Transnacionalismo» na Faculdade de Ciências Sociais e Humanas da Universidade Nova de Lisboa, desde a sua criação em 2003[4][1][2][3];

### Atividade política
- em 1969, enquanto aluno da Faculdade de Direito da Universidade de Coimbra, teve participação ativa na «Greve estudantil» (protestos de estudantes universitários em oposição à repressão política do Estado Novo português), tendo sido preso;[3]
- ao prosseguir os seus estudos na Faculdade de Direito da Universidade de Lisboa, para onde, entretanto, se mudou, foi, no início da década de 1970, dirigente da “JUC” (Juventude Universitária Católica), membro da  equipa diocesana da JUC de Lisboa e do Conselho Diocesano da Acção Católica de Lisboa, tendo participado em ações de grupos católicos de denúncia ao regime ditatorial do Estado Novo[3];
- em 1972, aderiu à ASP - Acção Socialista Portuguesa[3];
- em 1973, é membro fundador do Partido Socialista[2][3];
- em 1974, é membro fundador da Juventude Socialista, e diretor do «Jovem Socialista», aquando do início da sua publicação[5][2][3];
- membro executivo do MDP/CDE (Movimento Democrático Português / Comissão Democrática Eleitoral) de Lisboa, desde junho de 1974 até à demissão dos socialistas ocorrida no fim desse ano[3];
- de 1978 a 1981, Secretário-coordenador da Juventude Socialista, eleito no III Congresso nacional, em Troia[5][2][3];

Ao longo da sua carreira desempenhou, entre outros, os seguintes cargos:
- de 1976 a 1980, de 1983 a 1985 e de 1991 a 2005, deputado à Assembleia da República nas I, III, VI, VII e VIII e IX legislaturas. No desempenho destas funções ocupou-se de problemas relativos à educação, ao emprego e formação profissional dos jovens, às questões laborais e situação prisional. Votou contra a projeto de lei de segurança interna apresentado pelo Bloco Central na Assembleia da República, por considerar o seu texto “liberticida”[1][2][3];
- em 1992-1993, coordenador da Secção de Benfica e São Domingos de Benfica do PS[3];
- em 1993, foi eleito membro da Comissão Política da FAUL (Federação da Área Urbana de Lisboa do Partido Socialista); [3];
- desempenhou funções de assessoria jurídica no grupo parlamentar socialista[3];
- de 1996 a 2002, Alto Comissário para a Imigração e Minorias Étnicas do XIII e XIV Governo Constitucional[6][7][8];[1][3];
- de 5 de abril de 2012 a 6 de novembro de 2020, presidente do conselho de administração da Fundação Aristides de Sousa Mendes;[1][2][3]
- em 2016, eleito no Congresso do Partido Socialista, membro do Secretariado Nacional (órgão executivo da Comissão política nacional);[3][9];
- de 5 de novembro de 2019 a 18 de outubro de 2021, presidente da Assembleia Municipal de Lisboa[10][1][2][3];
- Líder do Partido Socialista na Assembleia Municipal de Lisboa e na Assembleia da Área Metropolitana de Lisboa[1][2][3];
- membro da Entreculturas - Secretário Coordenador dos Programas de Educação Multicultural do Ministério da Educação [1][2][3];
- membro do Conselho Municipal de imigrantes e Minorias Étnicas da Câmara Municipal de Lisboa[1][2][3];
- membro das Comissões Nacional e Política do Partido Socialista;[11][1][2][3]
- membro da Comissão política concelhia de Lisboa do Partido Socialista[1][2][3];
- membro da Assembleia Municipal de Loures [1][2][3];
- membro do Conselho municipal de imigrantes e minorias étnicas da Câmara Municipal de Lisboa[1][2][3];
- membro do Comité Executivo Europeu da União Internacional da Juventude Socialista (IUSY)[5][3];
- em 2013, eleito diretor do «Portugal Socialista» (órgão oficial nacional do Partido Socialista) [12][1][2][3]

### Outras atividades
- advogado, foi admitido na  Ordem dos Advogados em 24 de novembro de 1975. Por duas vezes, eleito delegado ao Congresso dos Advogados. Foi advogado do Sindicato dos trabalhadores da actividade seguradora[1][2][3][13];
- em 1975, foi fundador do Centro de Reflexão Cristã, de que foi presidente da direção de 2022 a 2024 e é membro do Conselho consultivo no mandato 2023-2025, instituição onde tem fomentado o diálogo transversal e aberto intercultural e inter-religioso. Assumiu-se, desde sempre, simultaneamente católico e socialista. Como militante católico promoveu e participou em numerosas iniciativas, mormente no “Congresso dos Leigos”, tendo apresentado um subtema visando a reciclagem do clero nas dioceses de Lisboa e Santarém[14][15][16][3];
- membro da Comissão de Apoio da Associação Guineense de Solidariedade Social, fundada em 1987[3];
- membro honorário da Casa do Brasil[3];
- tem colaborado em diversas publicações e jornais sobre questões laborais e sobre o pensamento socialista, bem como sido um ativo e empenhado interveniente sobre o Direito e os novos desafios da imigração, na imprensa, rádio e televisão, na Assembleia da República e em colóquios internacionais. Manteve colaboração regular no “Jornal de Novas Tecnologias” sobre o Direito e as Ciências da Vida. Nestas áreas e nas anteriormente referidas apresentou várias comunicações e participou em diversos debates, designadamente: “A Transplantação de órgãos – questões jurídicas” na Conferência Internacional promovida pela Federação nacional de Associações de estudantes de enfermagem. “Action Dans La Vie Interculturelle - MIEC”, no Centro Europeu da Juventude, Estrasburgo (1992). “O consentimento informado nos ensaios” – abril 1992 – no Seminário promovido pelo Conselho Nacional de Ética para as Ciências da Vida, publicado nos Cadernos temáticos da AR Série XIII – Saúde-3. “Imigrantes. Direitos Políticos e Livre Circulação,” na Conferência Internacional - “Futuro para a Europa de Cidadãos, CIVITAS” em colaboração com FIDL e ARCI de 28 a 30 de maio de 1992. “Direitos Civis e Políticos dos Imigrantes”, colóquio sobre políticas de imigração organizado por ONG’s de Espanha e Portugal, 19 e 20 de novembro de 1992. Em abril de 1993 participou na mesa redonda realizada no Colóquio “Les Moyen de la Lutte Contre le Racisme dans la Communauté” organizado pela Faculdade de Direito da Universidade de Montpellier em colaboração com a Comissão Europeia. Participou na organização de encontros visando o desarmamento nuclear do Atlântico aos Urais[3];

### Obras e textos publicados
Tem vasta obra publicada, sendo de destacar:
- "Meios Jurídicos de combate ao racismo. Como avaliar a sua eficácia?" in Racistas são os Outros: Contribuição para o debate Lusotropicalista em África, Brasil e Portugal. Salvador (Bahia). 2017, pp. 35-56;
- "O enquadramento legal do empresário imigrante", in Lisboa Multicultural. Lisboa: Fim do Século, 2015, pp 41-72;
- "O processo de institucionalização das associações de origem migrante", in Migrações e participação social. As associações e a construção da cidadania em contexto de diversidade – o caso de Oeiras. Lisboa: Fim de Século, 2008, pp. 23-45;
- "The New Islamic Presence in Portugal: Towards a Progressive Integration", in The Legal Treatment of Islamic Minorities in Europe. Leuven: Peeters, 2004, pp. 179-193;
- "Standard Mínimo de Direitos da Lusofonia", in Boletim da Faculdade de Direito, Coimbra Editora (2003);
- "Integração Local, Território e Segurança", in Seminário Internacional Culturas e Segurança, IGAI, Lisboa (2002);
- "Génese e Dinâmica da Cidadania Lusófona", in Cursos da Arrábida, Interculturismo e Cidadania Europeus Lusófonos, Europa América (1998);
- "Implicações do Acordo Schengen na protecção de dados pessoais", in Boletim da Ordem dos Advogados Portugueses, nºs. 3 e 4, maio/agosto de 1993;
- "O estatuto jurídico do embrião", 4 de fevereiro de 1993, no Seminário promovido pela Associação Portuguesa de Mulheres Juristas.

Coautoria nas seguintes obras: 
- "A situação dos Imigrantes e das Minorias Étnicas", Lisboa: IED - ed. Mimeo, 1991;
- "Icebergue Schenguen" in "Guia Anti-racista", SOS Racismo, 1992;
- "Imigrantes, Direitos Políticos e Livre Circulação", in "A Europa dos Cidadãos", Civitas, 1994;
- "Os Refugiados - O Desafio da Solidariedade", in "O Asilo em Portugal", ed. C.P.R., 1994;
- "The Portuguese Immigration Policy and the New European Order", in "Immigration in Southern Europe", Celta, 1997;
- "Combater a Exclusão, alargando a Cidadania Social", in "Nós e os Outros: A Exclusão em Portugal e na Europa" S.P.A.E., 1998;
- "As Minorias Étnicas e o Emprego" (Colóquio - O plano Nacional de Emprego), CES, 1998;
- "Por Uma Universidade sem Limites dos Direitos Humanos" in "Repensar a Cidadania";
- "Intervention" in "Devoloppment et Migrants" in Seminaire Européen - Mission Interministerielle, Paris, (2002);
- "Bioethics in Portuguese Parliament", in Parliaments and Screening, ed. Wayland Kennt, Collection Ethnique et Science, John Libbey Eurotect, Paris (1995).

### Vida pessoal
É casado com Maria Cristina de Miranda Clímaco Pereira, que, profissionalmente, foi investigadora principal do ministério da agricultura (especialista em aromas dos vinhos) e política (autarca). Tem duas filhas: a premiada realizadora, montadora, anotadora e professora da Escola Superior de Teatro e Cinema, Margarida Sofia Clímaco de Albuquerque Leitão (Lisboa, 23 de abril de 1976), a mais velha, que num dos filmes que realizou, contracenou com a avó, que na altura tinha 89 anos, e Ana Teresa Clímaco de Albuquerque Leitão, doutorada em ciência política e relações Internacionais, investigadora, historiadora, professora universitária e política (autarca).